# Bellardia setosa
Bellardia setosa är en tvåvingeart som beskrevs av Mueller 1926. Bellardia setosa ingår i släktet Bellardia och familjen spyflugor.
Artens utbredningsområde är Tyskland. Inga underarter finns listade i Catalogue of Life.